# Afa (Francia)
Afà (in còrso Affà) è un comune francese di 2 882 abitanti situato nel dipartimento della Corsica del Sud nella regione della Corsica.

## Geografia fisica
Situato a una dozzina di chilometri a est di Ajaccio, il comune di Afà comprende, oltre al villaggio principale, le località di Piscia Rossa, Pastriccialene e una parte di Baleone. Da Afà si scorge il "supporto Gozzi", una roccia alta 708 metri.

## Storia
In origine Afà era un piccolo villaggio nel comune di Bocognano. Nel 1852 fu istituito il comune di Afà, grazie alla cessione di territori dei comuni di Sarrola-Carcopino, di Valle di Mezzana e di Alata. il primo sindaco di Afà si chiamava Carlo Calvelli, e fu in carica dal 1852 al 1858. Carlo Calvelli morì a 48 anni nel 1858.
Il villaggio fu popolato dai pastori di Bocognano in occasione delle transumanze delle pecore: è per questo che le vecchie famiglie di Afà sono originarie di Bocognano. D'estate molti afaiensi si recano nel paese di Bocognano.

## Monumenti e luoghi d'interesse
Il municipio di Afà è stato restaurato alla fine degli anni novanta. Dinanzi a esso sorge un monumento ai caduti realizzato da uno scultore originario di Afà, Natale Bonardi, di cui troviamo le statue ai quattro angoli della Corsica, e che ad Afà ha anche la sua bottega.

## Società
Afà possiede una sua scuola elementare e materna con la mensa. Ci sono sette classi elementari e due classi per la scuola materna, per un totale di circa duecento allievi.
La scuola di Afà è stata inaugurata nel 1988 da Lionel Jospin, allora ministro dell'istruzione nazionale.
Al centro del villaggio si trova una chiesa che ha circa un centinaio di anni. Nel paese sono inoltre presenti una farmacia, un odontoiatra e un centro medico, aperto circa otto anni fa.

### Evoluzione demografica
Abitanti censiti

## Infrastrutture e trasporti
Si può accedere ad Afà da 2 vie: quella di Baleone e quella di Mezzavia.